# Route européenne 502
Pour les articles homonymes, voir E502 et Route 502.
La route européenne 502 est une route reliant Le Mans à Tours.
Elle correspond à une portion de l'A28.